# Joseph Ferdinand Gerster
(Franz) Joseph Ferdinand Gerster (* 6. Mai 1829 in Laufen; † 30. Oktober 1880 ebenda) war ein Schweizer Offizier und Gastwirt.

## Biografie
Der Sohn des Wirts Johann Georg Gerster und von Catherine Clémençon entstammte einer alteingesessenen Laufener Familie. Da er auch französischsprachig aufwuchs, besuchte er das Kollegium in Delémont. Inspiriert durch den Jurassier Xavier Stockmar beteiligte er sich im November 1846 an separatistischen Protestaktionen. Er hängte an der Laufener Katharinenkirche Fahnen auf, die zu einer Loslösung des Jura (und damit auch des Laufentals) vom Kanton Bern aufriefen, und verteilte Flugblätter mit entsprechendem Inhalt. Gerster wurde daraufhin zu 60 Tagen Gefängnis und einer Geldbusse von 30 Franken verurteilt. Seine Haft sass er im Laufener Obertor ab. Nach seiner Entlassung begann er in Basel eine Lehre als Bäcker, die er jedoch nach kurzer Zeit abbrach. Anschliessend liess er sich in Bern vom 4. Schweizer Regiment des Königreichs Neapel anwerben und traf im August 1847 in Neapel ein.
Als Soldat war Gerster 1848 an der Unterdrückung eines Aufstands beteiligt. Als sein Regiment die Stadt Messina von den Revolutionären zurückeroberte, brachte ihm dies die Beförderung zum Korporal ein. Anschliessend folgte die Beteiligung an einem Feldzug entlang der Ostküste Siziliens bis nach Catania. Nachdem er 1852 zum Feldweibel befördert worden war, kehrte er im Sommer 1853 in die Schweiz zurück. Die Behörden forderten ihn auf, die noch ausstehende Geldbusse zu bezahlen, was er jedoch mit Hinweis auf eine mögliche Verjährung verweigerte. Noch bevor die Bestätigung des Urteils erging, begab er sich erneut nach Neapel und trat wieder in den Dienst ein. Er wurde zum Adjutanten und Unteroffizier befördert. 1857 kehrte er endgültig nach Laufen zurück. Mit Unterstützung seiner Schwiegereltern übernahm er 1869 das Wirtshaus «zum Lamm», dem ein Kolonialwarengeschäft und ein kleiner Landwirtschaftsbetrieb angegliedert waren. Als Instruktor war Gerster am Aufbau der schweizerischen Milizarmee beteiligt und wurde 1870 zum Major befördert, ab 1872 kommandierte er ein Infanteriebataillon.
Von 1857 bis 1863 amtierte Gerster als Gemeindeschreiber, ab 1864 als Grundsteuereinnehmer, von 1861 bis 1868 als Kassier der Burgergemeinde Laufen-Stadt. Der Kulturkampf unterbrach seinen gesellschaftlichen Aufstieg jäh. Entgegen der Mehrheit der Laufener Bevölkerung trat er nicht zur christkatholischen Kirche über, sondern blieb römisch-katholisch. Als Folge davon verlor sein Gastbetrieb einen grossen Teil seiner Kunden, auch seine militärische Karriere konnte er nicht fortsetzen. Erst die Eröffnung der Jurabahn 1875 brachte die Kundschaft zurück, die sich nun vor allem aus französisch- und italienischsprachigen Industriearbeitern zusammensetzte.
Gerster war ab 1857 mit Joséphine Richard aus Bonfol verheiratet und hatte acht Kinder. Zu diesen gehörte Joseph Gerster-Roth, der Gründer der Tonwarenfabrik Laufen.